# Perda de articulação
Em aprendizagem automática, a perda de articulação é uma função de perda usada para classificadores de treinamento. A perda de articulação é usada para classificação de "margem máxima", principalmente para máquinas de vetores de suporte (SVMs). Para uma saída pretendida t = ±1 e um escore de classificador y, a perda de articulação da previsão y é definida como:
{\displaystyle \ell (y)=\max(0,1-t\cdot y)}
Observe que y deve ser a saída "crua" da função de decisão do classificador, não o rótulo da classe prevista. Por exemplo, em SVMs lineares {\displaystyle y=\mathbf {w} \cdot \mathbf {x} +b}, onde {\displaystyle (\mathbf {w} ,b)} são os parâmetros do hiperplano e {\displaystyle \mathbf {x} }  é o ponto a ser classificado.  Pode-se ver que quando t e y  têm o mesmo sinal (que significa que y prediz a classe correta) e {\displaystyle |y|\geq 1}, a perda de articulação {\displaystyle \ell (y)=0}, mas quando eles têm sinal oposto, {\displaystyle \ell (y)} aumenta linearmente com y (erro unilateral).
A em aprendizagem de máquina, a perda de articulação também é conhecida como "hinge loss" ou como "SVM loss".